# Alvin Brown

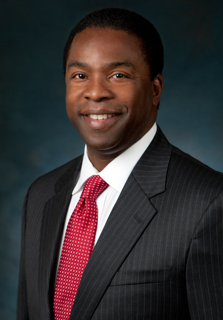
Alvin Brown (2012)

Alvin Brown (* 12. Juni 1962 in Beaufort, South Carolina) ist ein US-amerikanischer Politiker (Demokratische Partei). Er war vom 1. Juli 2011 bis zum 1. Juli 2015 Bürgermeister der Stadt Jacksonville im Bundesstaat Florida.

## Leben
Alvin Brown wuchs in South Carolina auf und studierte am Edward Waters College und an der Jacksonville University, wo er seinen Bachelorabschluss und später den Abschluss als Master of Business Administration erlangte. Während seines Studiums absolvierte Brown ein Praktikum bei Bill Nelson, der zu diesem Zeitpunkt Abgeordneter im Repräsentantenhaus der Vereinigten Staaten war. Ab 1994 war Brown Mitarbeiter des Handelsministers Ron Brown. Er war auch als Politikberater tätig. Alvin Brown ist verheiratet und hat zwei Söhne.
Nachdem er sich als Bürgermeisterkandidat für die Stadt Jacksonville beworben hatte, erhielt Alvin Brown bei der Wahl am 22. März 2011 24,7 Prozent der Stimmen. Daraufhin kam es am 17. Mai 2011 zu einer Stichwahl zwischen Brown und dem republikanischen Kandidaten Mike Hogan, bei der sich Brown mit 50,4 Prozent der Wählerstimmen durchsetzte. Am 1. Juli 2011 löste er John Peyton ab, der nach zwei Amtszeiten nicht mehr antreten durfte. Alvin Brown war der erste Afroamerikanische Bürgermeister von Jacksonville. Bei der Bürgermeisterwahl im Jahr 2015 unterlag er schließlich dem Republikaner Lenny Curry, der Brown zum 1. Juli 2015 ablöste.